# Jean-Baptiste Donatien de Vimeur de Rochambeau
Jean-Baptiste Donatien de Vimeur, Conde de Rochambeau (Vendôme, 1 de julio de 1725 - Thoré-la-Rochette, 10 de mayo de 1807) fue un mariscal de Francia, que se distinguió a la cabeza del cuerpo expedicionario francés en la Guerra de Independencia de los Estados Unidos (1775-1782). Más tarde fue general jefe del ejército del Norte durante la Revolución francesa.

## Biografía
Hijo de Joseph Charles de Vimeur de Rochambeau y de Marie-Claire Thérèse Bégon, estaba destinado a la carrera eclesiástica y fue educado por los jesuitas en la Universidad de Blois. Pero al fallecer su hermano mayor, se presentó en 1742 a un regimiento de caballería, con el que sirvió en Bohemia, en Baviera y en el Rin.

### Carrera militar
Llegó a ser edecán de Luis Felipe de Orleans, y fue rápidamente citado en el ejército por su bravura y su habilidad en las maniobras.
Nombrado coronel en 1747, se distinguió en el sitio de Maastricht en 1748 y fue gobernador de Vendôme en 1749.  Rochambeau se casó, el 22 de diciembre de 1749, con Jeanne Thérèse Tellez d'Acosta, con quien tuvo un hijo, Donatien-Marie-Joseph de Rochambeau (7 de abril de 1750 - 18 de octubre de 1813).
Luego de haberse destacado en 1756 en ocasión de la expedición a Menorca, en particular en el sitio de Mahón, fue nombrado general de brigada en el arma de infantería y coronel del regimiento de Auvernia (rebautizado 17.º regimiento de infantería de línea). En 1758 combatió en Alemania, en especial en Krefeld, y recibió muchas heridas en la batalla de Kloster Kampen (1760) para cuyo éxito su acción fue decisiva. En 1761 fue nombrado mariscal de campo e inspector de la caballería. Por entonces fue consultado frecuentemente por ministros sobre aspectos técnicos.

### Guerra de Independencia de los Estados Unidos

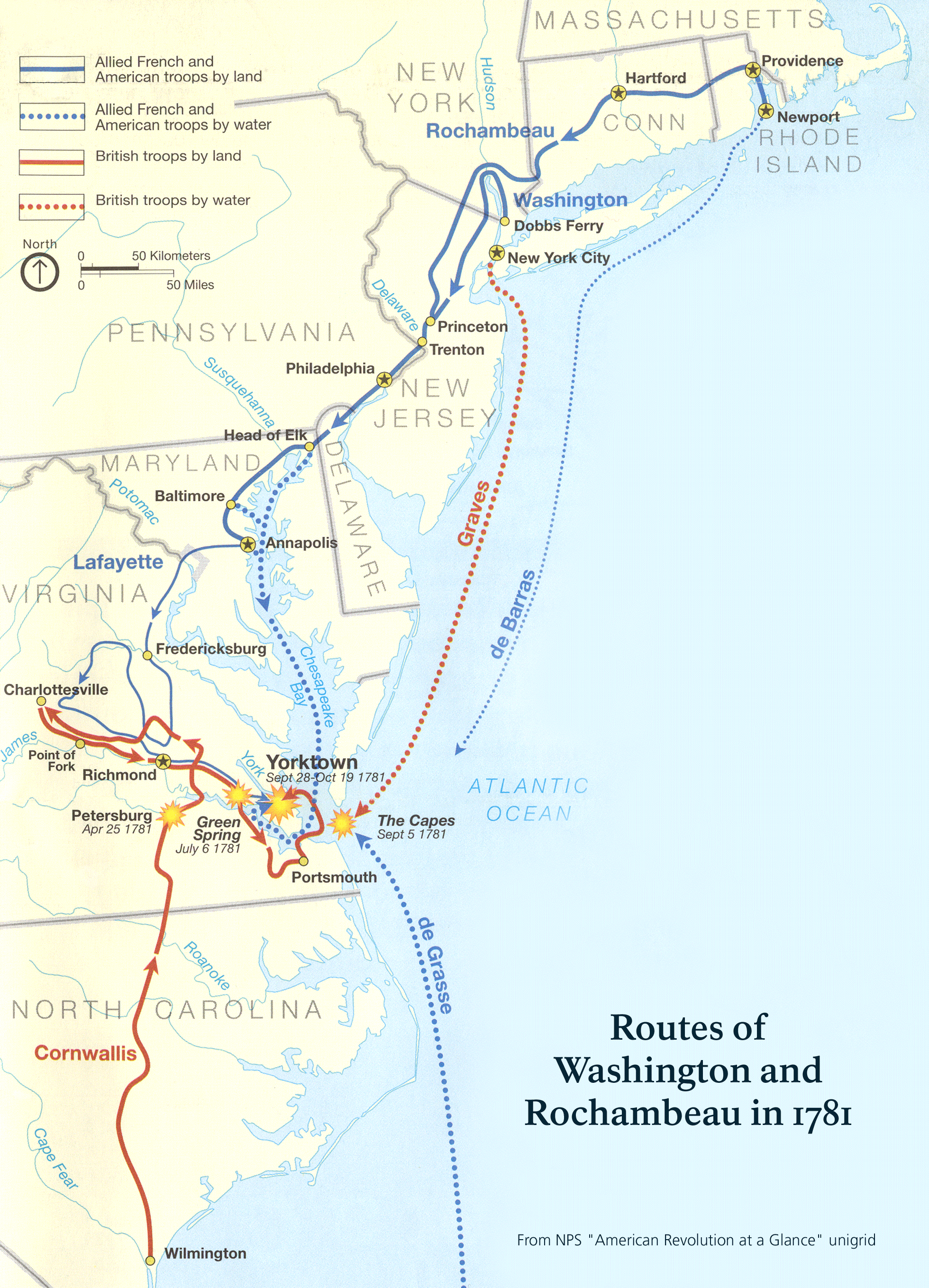
Rutas de los ejércitos y las flotas.

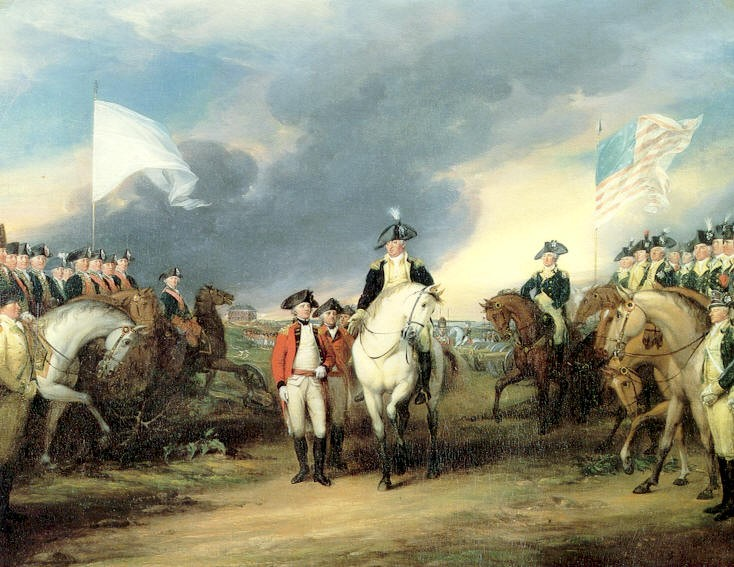
Rendición de Lord Cornwallis a las tropas francesas (izquierda) y americanas (derecha), en la batalla de Yorktown en 1781.

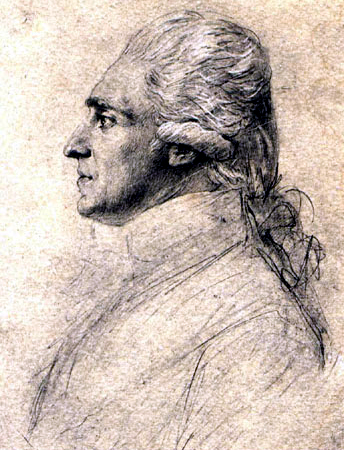
Jean-Baptiste Donatien de Vimeur, Comte de Rochambeau.

En 1780 fue enviado, con el rango de teniente general, a la cabeza de una fuerza francesa de 6.000 hombres, para ayudar a los colonos norteamericanos dirigidos por George Washington contra las tropas británicas.
Rochambeau y el Cuerpo Expedicionario llegaron a América con la flota francesa comandada por el Almirante de Ternay. Desembarcaron en Newport, Rhode Island, el 10 de julio, pero permanecieron casi inactivos militarmente durante un año a causa de la indecisión 
de Rochambeau por alejarse de la flota francesa, bloqueada por los británicos -muy superiores- en Narragansett.
Finalmente, en julio de 1781, sus tropas pudieron dejar Rhode Island y, marchando a través de Connecticut, reunirse con Washington en el río Hudson en Dobbs Ferry.
Mientras tanto, se producía la unión de la escuadra francesa del almirante de Grasse llegando del Caribe con la del conde de Barras y la consecuente derrota británica en la Batalla de la Bahía de Chesapeake. Este triunfo permitió la célebre marcha de las fuerzas aliadas hacia el breve sitio y posterior victoria en la batalla de Yorktown, donde, el 22 de septiembre, Rochambeau se unió con las tropas de La Fayette, forzando al general inglés Charles Cornwallis a rendirse el 19 de octubre. Esta batalla definió la independencia de los Estados Unidos.
En esta etapa (fines de 1781) de la campaña franco-americana, Rochambeau mostró un excelente espíritu, colocando su fuerza militar enteramente bajo el mando de Washington y dirigiendo sus tropas como elemento del ejército estadounidense, a pesar de que el Cuerpo Expedicionario francés cuadruplicaba en número a las fuerzas americanas. El Congreso americano le expresó su gratitud a él y a sus tropas. Al regresar a Francia, Rochambeau fue honrado por el rey.
Y como ya era caballero de la Orden de San Luis, el rey Luis XVI le nombró caballero de la Orden del Espíritu Santo y gobernador de Picardía y de Artois.

### La Revolución francesa
En 1789, adoptó los nuevos principios, pero con moderación. Una ley del 28 de diciembre de 1791 le hizo Mariscal de Francia algunos días después de su nominación como general en jefe del ejército del Norte. Dirigió sus primeras operaciones pero, contrariado en sus planes por el ministro de la Guerra, que era entonces el general Dumouriez, renunció el 15 de mayo de 1792 y se retiró a su ciudad natal. Arrestado durante el Terror, escapó por poco a la guillotina: fue liberado por la caída de Maximiliano de Robespierre.
Recibió una pensión de Napoleón, y murió en Thoré-la-Rochette (Loir-et-Cher) en 1807.

## Reconocimientos
El 24 de mayo de 1902, el presidente de los Estados Unidos Theodore Roosevelt inauguró en la Plaza Lafayette de Washington un monumento a Rochambeau. Este monumento fue obra de Ferdinand Hamar y un obsequio de Francia a los EE. UU. La ceremonia se llevó a cabo en oportunidad de una gran demostración de amistad entre las dos naciones. Francia estuvo representada por su embajador, Paul Chambón, el almirante Fournier y el general Brugère, estando presente un destacamento de marinos e infantes de marina del navío de guerra "Gaulois". Estuvieron igualmente presentes representantes de las familias de Lafayette y de Rochambeau. Entre los numerosos discursos, el más sorprendente quizás, fue el del senador Henry C. Lodge, quien, en forma bastante curiosa dadas las circunstancias, comenzó su elocuente apreciación de los servicios prestados por Francia a la causa americana, por una llamativa -e históricamente falsa- síntesis sobre la forma en que los franceses habían sido llevados a América del Norte por Inglaterra y sus colonos...
El aeropuerto de Cayena (Guayana francesa) lleva el nombre de Rochambeau.
En 1931, a bordo del Duquesne, el mariscal Pétain viajó a los Estados Unidos para asistir a los festejos de la capitulación de Yorktown. El Gobierno francés había enviado tres medallas conmemorativas (de oro, de plata y de bronce), del grabador P. Turi, sobre las que se veían los perfiles de Washington, de Grasse y de Rochambeau. El reverso muestra el plan de ataque a la ciudad (Revista L'Illustration, n.º  231 del 17 de octubre de 1931).